# Río Lindo
Río Lindo är en ort i Honduras.   Den ligger i departementet Departamento de Cortés, i den västra delen av landet, 130 km nordväst om huvudstaden Tegucigalpa. Río Lindo ligger 145 meter över havet och antalet invånare är 3 479.
Terrängen runt Río Lindo är huvudsakligen kuperad, men åt nordost är den platt. Runt Río Lindo är det ganska tätbefolkat, med 144 invånare per kvadratkilometer. Närmaste större samhälle är Santa Cruz de Yojoa, 10,5 km sydost om Río Lindo.  